# 潮州鎮

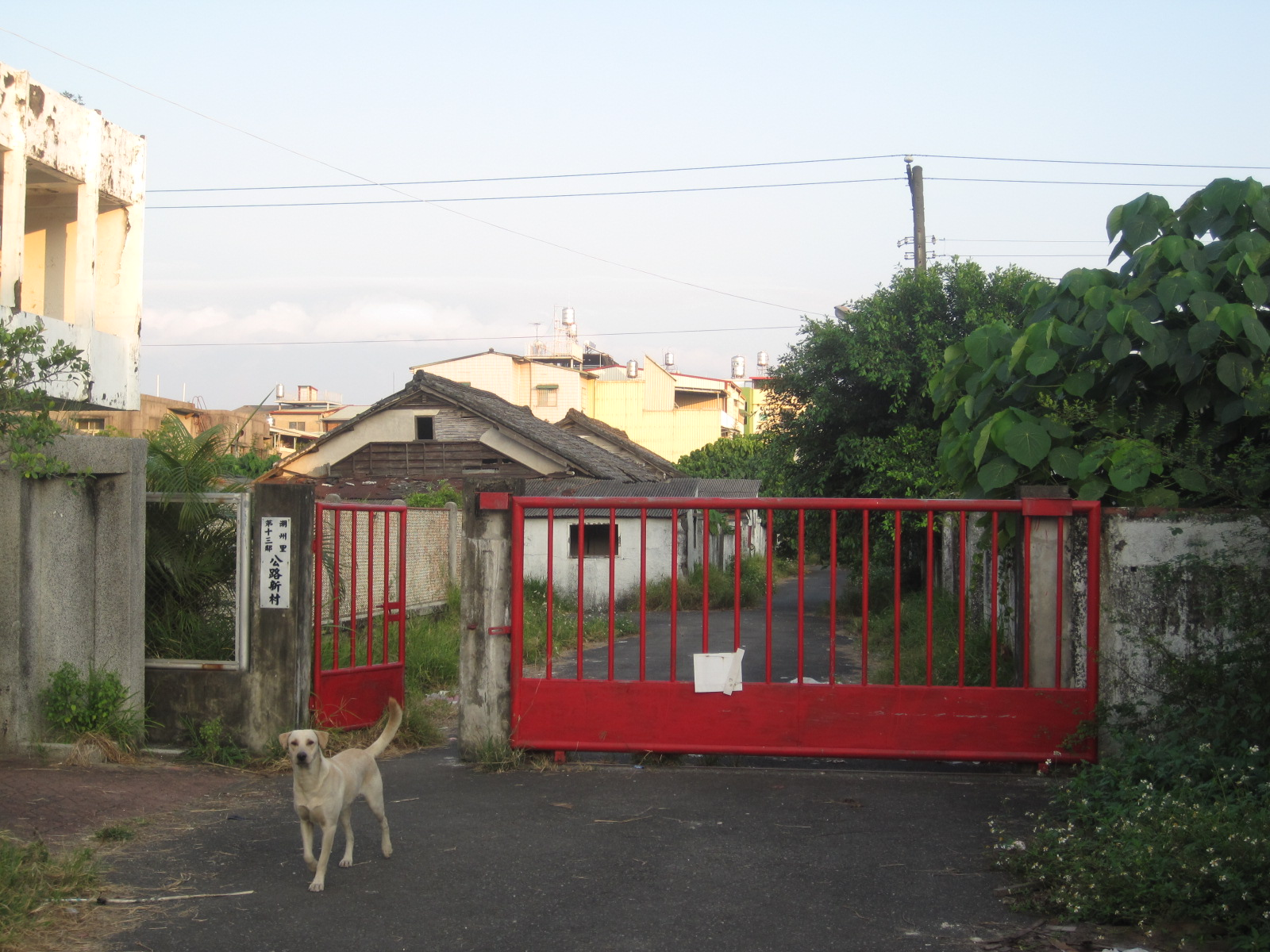
公路新村

22°33′00″N 120°32′35″E / 22.549876°N 120.542952°E
潮州鎮，舊稱「潮庄」，位於臺灣屏東縣中央，地處屏東平原之上，鎮內人口約5.4萬人，是屏東縣人口第二大行政區（僅次於屏東市），結構上以漢族泉漳閩南人為多（據20世紀初的統計，約佔62%），亦有漢族潮州人、漢族客家人及原住民，在地移民多來自潮州因而得名。
據歷史記載，1726年（清雍正4年），廣東省潮州府住民為開拓新土，渡船東航居於本地，斬荊披棘，拓石開基，遂以其所居之名曰「潮庄」。早期先民聚集居住在舊街並興建潮州三山國王廟奉祠，並由此發展出今日潮州之市街。

## 歷史
潮州原先西南邊是鳳山八社茄藤社之勢力範圍，其餘部分則屬平埔原住民馬卡道族力力社，有頭目大腳仙，該鎮大腳仙林以其命名。
清朝康熙時期，福建人施世驃入此地開墾，至乾隆25年左右（1760年代），已形成潮州村莊。
潮州地名原為廣東省潮州府之府名，開拓初期的墾民有不少來自廣東潮州府的潮州人移民，這些移民在墾成一片新天地後，因懷念其故鄉的山川草木、風俗民情，就把祖籍的地名移植於這一新開發的土地，命名為「潮州庄」，簡稱為「潮庄」。1920年設立潮州，管轄「崙仔頂」、「五魁藔」、「八老爺」、「檨仔腳」、「四林」等庄以及潮州移民墾殖之原「潮州庄」，為高雄州潮州郡政經中心，1936年改制為潮州街。
戰後，高雄州潮州郡潮州街改制為高雄縣潮州區潮州鎮，潮州鎮為潮州區區署所在地。1950年潮州區、屏東區、恆春區、高峰區及雄峰區的霧台、瑪家、三地門組成屏東縣，並取消縣轄區制度，潮州鎮直轄於屏東縣至今。

## 地理

### 位置
潮州鎮位於屏東縣中部，西與西南接壤崁頂鄉和新埤鄉、北隔東港溪與竹田鄉和萬巒鄉相望、東鄰大武靈峰，東西長約5公里，總面積約為42.4331平方公里；潮州鎮境內除了東面的大武靈峰地勢較高以外，其餘地勢相當平坦且廣大，地形由東向西漸漸傾斜，境內有民治溪流經是天然的排水溝，如此優勢的地形和自然環境，造就潮州鎮農特產品豐富的成果。

### 地質
- 東港溪液化區為東港溪流域，包括東港、新園、崁頂、萬丹、竹田、潮州、內埔和萬巒、茄冬等等沿溪一帶，主要為農地與住宅區[8]。

### 人口
根據屏東縣潮州戶政事務所統計，2024年底潮州鎮戶數約2.2萬戶，人口約5.4萬人，是屏東縣人口第二多的行政區，鎮內人口最多與最少的里分別是永春里與檨子里，2024年底兩里人口分別為8,332人與502人，其中永春里也是屏東縣人口第五大村里，其它鎮內人口較多的里包括三共里、三星里、光華里，此三里與永春里的總人口數，約佔全鎮人口數的52%。潮州鎮人口的年齡構成中，0至14歲人口佔比10.06%，15至64歲人口佔比70.12%，65歲以上人口則佔比19.82%。

## 政治

### 歷屆鎮長
| 任次 | 姓名   | 黨籍       | 備註                                            |
| ---- | ------ | ---------- | ----------------------------------------------- |
| 1    | 蘇明利 |            |                                                 |
| 2    | 蘇明利 |            |                                                 |
| 3    | 蘇明利 |            |                                                 |
| 4    | 羅唯逢 |            |                                                 |
| 5    | 潘坤聰 |            |                                                 |
| 6    | 潘坤聰 |            |                                                 |
| 7    | 洪連順 |            |                                                 |
| 8    | 洪連順 |            |                                                 |
| 9    | 蔡本仁 |            |                                                 |
| 10   | 蔡本仁 |            |                                                 |
| 11   | 林宗俉 |            |                                                 |
| 12   | 林宗俉 |            |                                                 |
| 13   | 王志豐 | 中國國民黨 |                                                 |
| 14   | 王志豐 | 中國國民黨 |                                                 |
| 15   | 李光明 | 中國國民黨 |                                                 |
| 16   | 洪明江 | 民主進步黨 |                                                 |
| 17   | 洪明江 | 民主進步黨 |                                                 |
| 18   | 周品全 | 中國國民黨 |                                                 |
| 19   | 周品全 | 中國國民黨 | 2023月11月20日起因案停職                        |
| 代理 | 黃道東 |            | 2023年11月27日—2024年1月14日 屏東縣政府參議代理 |
| 19   | 周品全 | 中國國民黨 | 2024年1月15日復職 2025年7月31日因案停職         |
| 代理 | 黃有成 |            | 2025年8月6日至今 屏東縣政府工務處副處長代理     |

### 鎮政組織
潮州鎮公所 （页面存档备份，存于）是潮州鎮最高層級的地方行政機關，在中華民國政府架構中為鎮自治的行政機關，同時負責執行縣政府及中央機關委辦事項。潮州鎮的自治監督機關為屏東縣政府。鎮長由全體鎮民直接選舉產生，任期為四年，可連選連任一次。潮州鎮公所並置鎮政會議，為鎮政最高決策機構，在鎮長之下，設有5課4室等9個內部單位及6個附屬機關。
潮州鎮民代表會是潮州鎮的最高民意機關，代表潮州鎮全體鎮民立法和監察鎮政。鎮民代表由公民直選選出，任期為四年，可連選連任。潮州鎮民代表會共有12位鎮民代表，分別為第一選區6席鎮民代表、第二選區5席鎮民代表、第三選區1席鎮民代表，主席、副主席由12位鎮民代表互選產生。

### 行政區
現今潮州鎮行政範圍的確立，來自於1920年，日本將臺灣十二廳改為五州二廳，設潮州庄屬高雄州潮州郡:255。潮州庄轄潮州、五魁寮、八老爺、檨子腳、崙子頂、四林等6個大字:257。1936年10月1日，潮州庄改制為「潮州街」。1946年1月，改為「潮州鎮」，屬高雄縣潮州區:259。1950年10月1日調整行政區域，潮州鎮改隸新成立的屏東縣:259－260。
潮州鎮共轄21里，其行政區域分布情形為：
| 次分區   | 里名   | 里名   | 里名   | 里名   | 里名   | 里名   | 里名   | 里名   | 里名 | 里名   |
| -------- | ------ | ------ | ------ | ------ | ------ | ------ | ------ | ------ | ---- | ------ |
| 第一選區 | 三星里 | 三共里 | 三和里 | 光華里 | 潮州里 | 同榮里 | 九塊里 | 彭城   |      |        |
| 第二選區 | 五魁里 | 蓬萊里 | 新生里 | 新榮里 | 永春里 | 富春里 | 光春里 | 八爺里 | 檨子 | 興美里 |
| 第三選區 | 泗林里 | 四春里 | 崙東里 |        |        |        |        |        |      |        |

| 潮州鎮行政區劃 |
|                |

## 公務機關
- 財政部南區國稅局潮州稽徵所
- 屏東縣政府財稅局潮州分局
- 屏東縣政府警察局潮州分局
  - 光華派出所
  - 中山路派出所
  - 四林派出所
- 屏東縣政府消防局第二大隊潮州分隊
- 臺鐵高雄機務段－潮州車輛基地

（全台第二大的火車基地，佔地51公頃）
- 農業部林業及自然保育署屏東分署潮州工作站
- 臺灣屏東地方法院潮州簡易庭
- 勞動部勞動力發展署高屏澎東分署潮州就業中心
- 交通部公路局南區養護工程分局
- 臺灣電力公司潮州服務所
- 臺灣自來水公司潮州營運所
- 陸軍航空特戰指揮部潮州空降場

（傘兵訓練中心）
- 台灣菸酒股份有限公司高雄營業處潮州營業所
- 台灣自來水公司第七區管理處－潮州自來水工程「潮新淨水場」
- 內政部國土測繪中心東區測量隊

## 經濟與產業結構

### 農業
潮州鎮農會蔬果批發市場-各類蔬果水產山產家禽家畜食品集散地。
- 水果: 鳳梨產業，潮州鎮內面積最多
- 蔬菜: 包心白菜
- 水產: 泰國蝦養殖。

### 工業
中小型工廠與公司行號居多。
鎮內工廠與企業未有工業區與科技園區聚落，僅有潮州台鐵工業園區，鎮外附近有屏東工業園區、屏東加工出口區、內埔工業區，較遠的有屏東農業生物科技園區、屏南工業區、大發工業區。

### 市場市集
潮州鎮中正早市零售菜市場、潮州鎮公有零售市場、尚青黃昏市場、潮州鎮農會蔬果批發市場。

### 超商超市
潮州鎮農會生鮮超市、全聯4分店、814百貨生鮮超市、連鎖超商將近20間、大港超市2間、各大連鎖藥局(丁丁藥局，啄木鳥，大樹藥局，杏一藥局)、好媽媽嬰幼兒用品館。

### 量販店
尚有小型連鎖量販店進駐：東森寵物、寵物公園、燦坤3C、順發3C、全國電子、大同3C。

### 專門賣場與百貨公司
尚有小型百貨進駐：寶雅生活館、寶家五金百貨、光南大批發、小北百貨、屈臣氏、康是美、金石堂書局、MUCH服飾主幼商場、NET服飾館、鞋全家福等各家連鎖百貨。
潮州車站以BOT方式，由太平洋百貨取得經營權，將以「餐廳市集」的概念打造商場，並規畫貨櫃屋餐飲文創市集，提供特色文創商品及在地小吃，吸引年輕族群，成為潮州新地標。這也是高屏地區繼新左營車站、屏東車站以來，第三座台鐵火車站共構的百貨公司。
潮州車站的太平洋百貨公司，將有1300坪的商業空間，太平洋公司表示，已有影城業者接洽，未來有可能興建影城，滿足屏南地區民眾看電影的需求。

### 餐飲服務

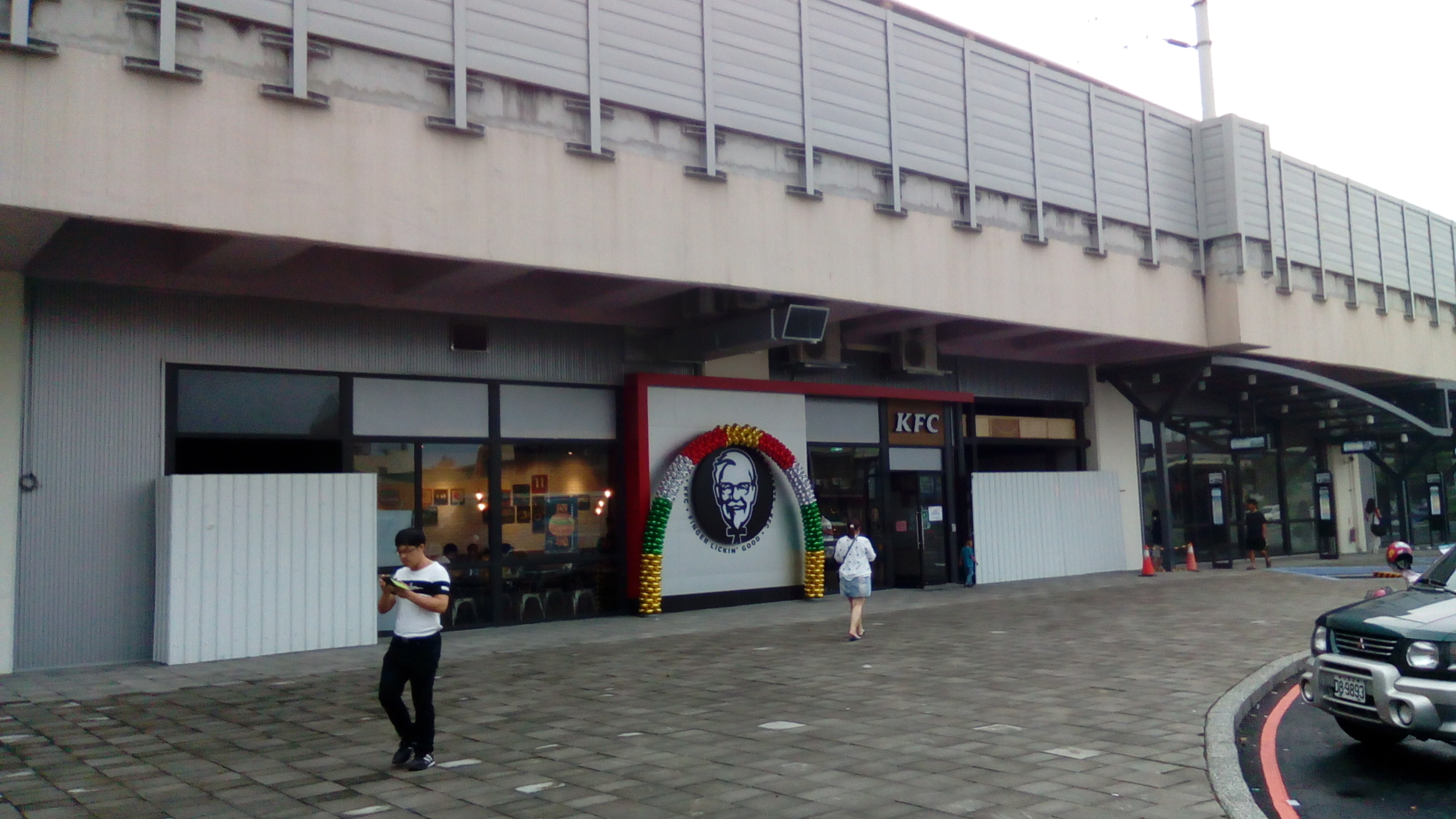
潮州肯德基

星巴克、麥當勞、漢堡王、肯德基、（聞香閣宴會餐廳/大型宴會餐廳）（達美樂、必勝客、拿坡里、各大連鎖飲料店（如：清心福全、茶的魔手、鮮茶道、圓石、50嵐、迷客夏、麻古茶坊、可不可熟成紅茶、貢茶、烏弄、COMEBUY等...）、連鎖集團餐飲、餐廳潮州分店、早午餐店將近30間。
連鎖蛋糕麵包店（如：心之和乳酪、多那之烘培坊、多麥綠烘焙點子等...）。

### 休閒健身
健身工廠，World Gym世界健身俱樂部

### 經濟規模
大潮州生活圈之服務半徑範圍觀之，潮州鎮係為提供潮州、萬巒、竹田、泰武、內埔、新埤、瑪家、來義、枋寮、枋山、春日、獅子區進行通勤、通學與消費活動服務中心，潛在服務人口規模可達25萬人。

### 金融機構
包括有潮州鎮農會信用部（附設ATM提款）、臺灣銀行、中華郵政、第一銀行、合作金庫、臺灣企銀、土地銀行、彰化銀行、華南銀行、元大證券公司、永豐金證券股份有限公司、元富證券股份有限公司、華南證券公司等。

### 現有困境與未來發展
鎮內工廠與企業未有工業區與科技園區據點，鎮民必須到其他地區就業較多，也是本鎮人口數與就業機會無法大幅提升的原因。

## 城鎮發展

### 潮州後火車站重劃特區、八老爺重劃特區
隨著潮州舊有市區的建物飽和，後火車站區域加上八老爺區域依現代化城鎮發展需要，將農地與工業地重劃成商業建地，也隨著外地人口的移入，造就此特區蓋起整片的透天厝，此特區也是潮州人口快速成長的地區，許多商業活動也開始引進駐該區。

### 潮州台一線（火車工業重劃區）
根據政府對於全台火車工業發展的需要，以及高雄市工廠外移的需求，政府將潮州台一線旁的台糖農地51公頃重劃成工業地，進而吸引外地就業人口，讓潮州鎮從農業鎮，開始轉變成工業工商城鎮。

### 明德中學校地自辦重劃區（潮州夜市區域）
潮州明德中學退場停辦，龐大校地位置於潮州鎮中心並靠近潮州夜市，附近有小北百貨與814大型生鮮超市，並靠近潮州國小學區，外來人口擁擠，此重劃區為潮州鎮近二十年規模最大的自辦重劃區。

## 藝文節慶與活動
- 潮州鎮三大戲曲：歌仔戲、布袋戲、皮影戲[22]，鎮內不定時有廟會活動
- 每年元旦：元旦健走
- 每年春季：中日書法展
- 每年過年：春節市集
- 每年三月：春潮祭；紫氣東來、福庇全潮，台日交流音樂會

- 每年五月：潮州賽神蝦
- 每年十一月：大潮祭；戀車潮現汽機車靜態車展
- 每年十二月三十一日：潮州跨年晚會

## 觀光推廣
潮州近幾年開始積極發展國際觀光，潮州鎮公所於threads,Instagram,Youtube及X(原twitter)成立相關中、日、英文觀光帳號，帳號名稱為ptchaozhou
instagram
threads
X(原twitter) （页面存档备份，存于）
Youtube: @ptchaozhou
潮州鎮公所也在2025年拍攝首部日文觀光影片，內容以日本大學生來潮州鎮旅遊的視角介紹
Youtube影片名稱: 台湾・屏東県潮州町｜日本人にまだ知られていない穴場観光スポット！

## 教育

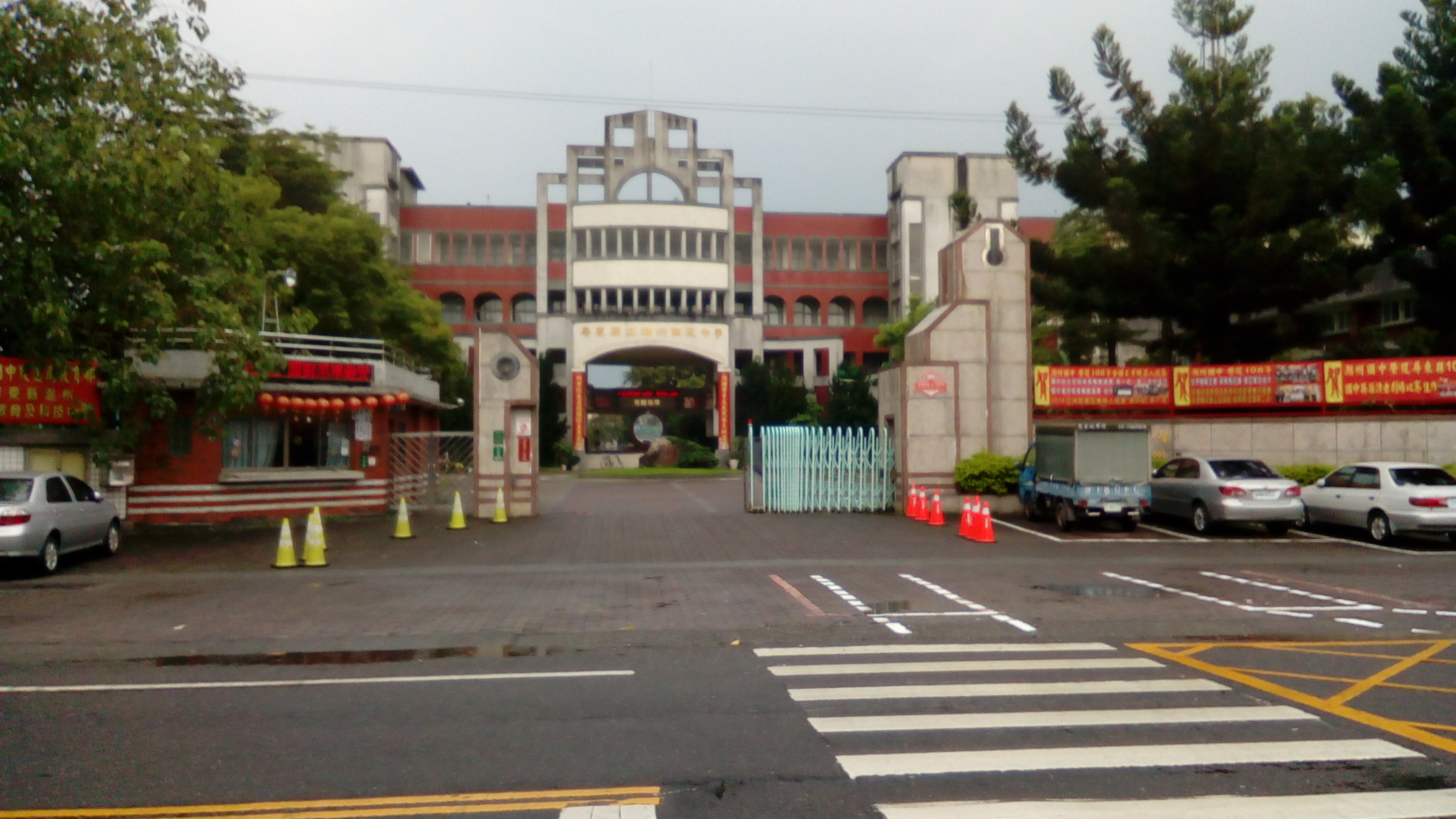
潮州國中

### 特殊教育
- 國立屏東特殊教育學校

### 高級中等學校
- 國立潮州高級中學
- 屏東縣私立日新高級工商職業學校（已停招）

### 國民中學
- 屏東縣立潮州國民中學
- 屏東縣立光春國民中學

### 國民小學
- 屏東縣潮州鎮潮州國民小學
- 屏東縣潮州鎮光春國民小學
- 屏東縣潮州鎮潮和國民小學
- 屏東縣潮州鎮潮南國民小學
- 屏東縣潮州鎮四林國民小學
- 屏東縣潮州鎮光華國民小學
- 屏東縣潮州鎮潮東國民小學
- 屏東縣潮州鎮潮昇國民小學

## 醫療

### 醫院
目前潮州鎮未有大型醫院進駐，僅有地區醫院設立。
- 潮州安泰醫院
- 茂隆骨科醫院
- 高雄諾貝爾眼科暨Abc牙醫集團

### 診所
潮州各科診所林立，有將近30間診所，小兒科、牙科、眼科、婦產科、耳鼻喉科、家醫科、皮膚科、身心科、中醫科、復健科等等。

## 交通

### 鐵路
臺灣鐵路公司
- 屏東線

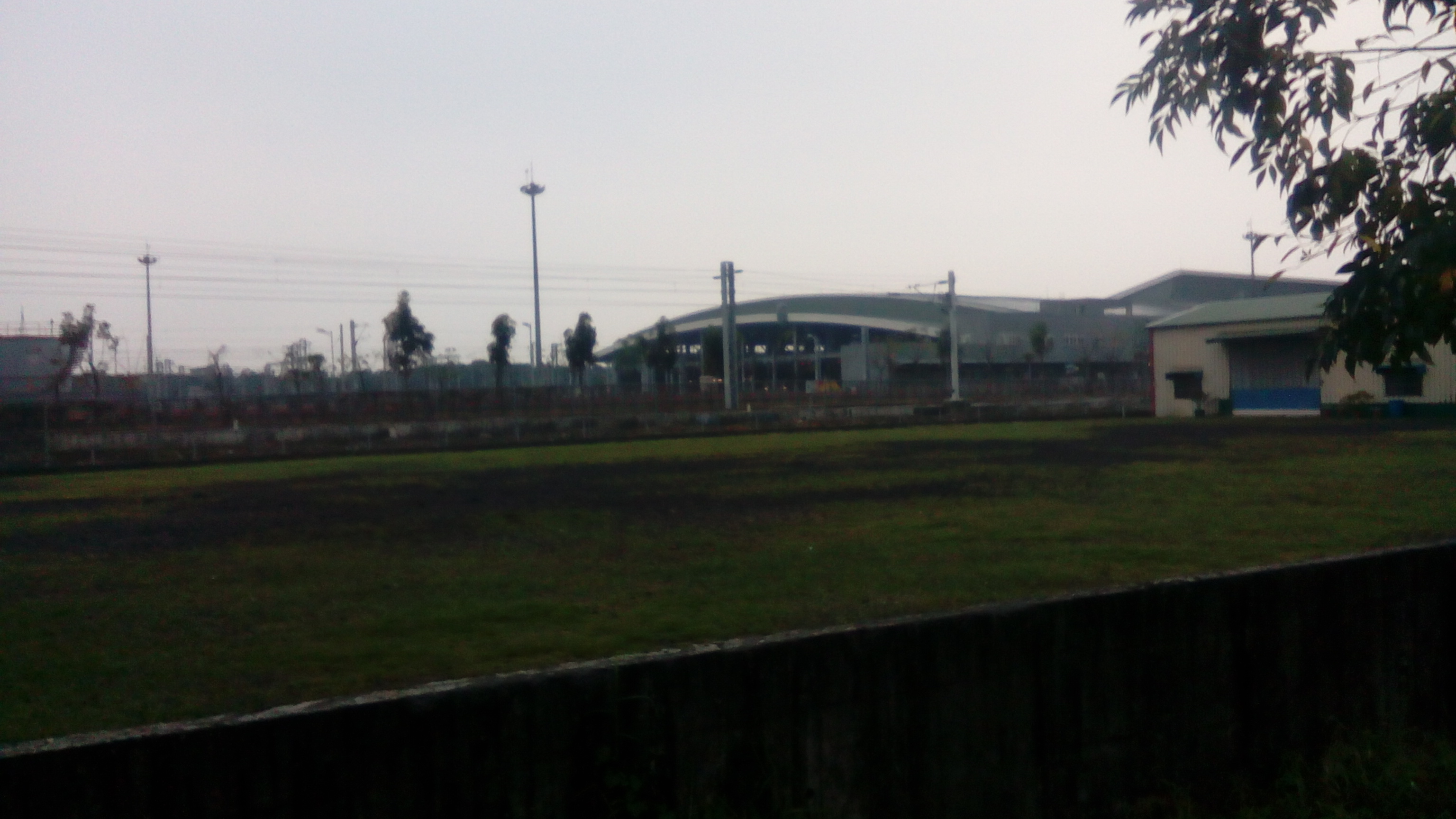
臺鐵潮州車輛基地

  - 潮州車站（一等站）：2015年10月15日起列車班次將從六十班次增為一百零七班次，潮州車站正式取代高雄車站成為西部幹線列車主要起訖站，也有十六班從臺北直達潮州的列車，中北部旅客到墾丁遊玩多了新選擇。在潮州旅遊住宿後隔天可在潮州轉運站搭乘屏東客運8239路線（屏東－恆春）[23]或國光客運1773路線（屏東－恆春）[24]至恆春轉運站轉乘8248路線（恆春－墾丁公園）。亦可租車、搭乘計程車或搭乘火車至枋寮再轉乘客運前往恆春、墾丁。車站1樓的空間，由太平洋百貨以BOT模式經營管理[25]。
- 臺鐵潮州車輛基地
  - 陽光小站

### 客運
潮州轉運站

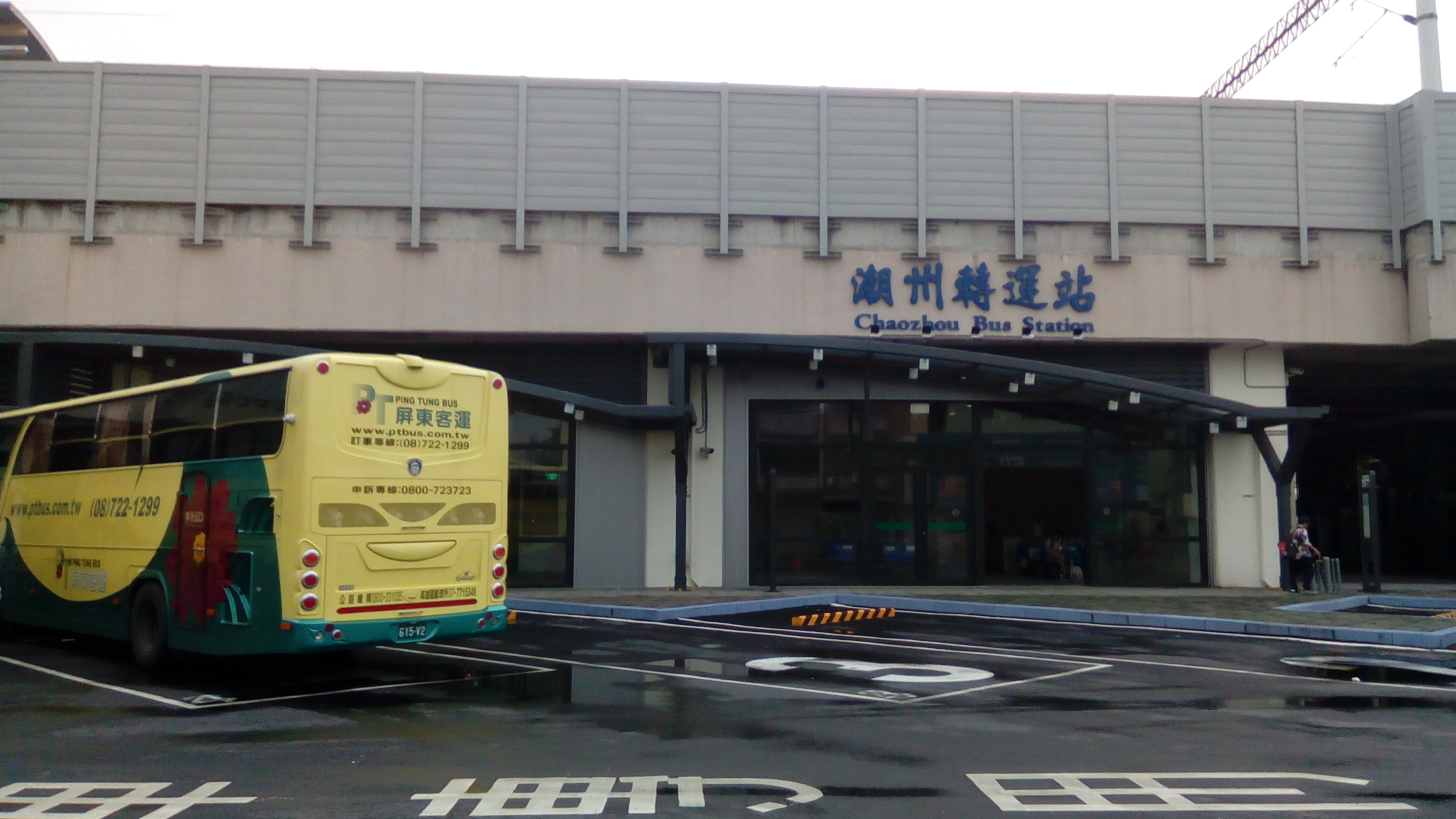
屏東客運潮州新轉運站

屏東縣政府在縣內規劃7個公路客運轉運站，與臺灣鐵路管理局多次溝通，臺鐵終於同意撥用潮州車站部分商業空間作為轉運站用地，整合所有客運業者進駐。因潮州轉運站涉及都市計畫變更及土地徵收，設置進度延宕。潮州轉運站已於2019年5月22日啟用。
- 屏東客運
  - 8208 屏東－萬丹－潮州
  - 8209 潮州－來義
  - 8210 潮州－建功
  - 8211 潮州－九塊厝－餉潭
  - 8212 潮州－萬巒－武潭
  - 8213 潮州－過溪仔－東港
  - 8215 潮州－北勢－東港
  - 8237 屏東－內埔－竹田－潮州
  - 8238 屏東－內埔－萬巒－潮州
  - 8239 屏東－內埔－潮州－枋寮－恆春
  - 8240 潮州－內埔－水門

- 高雄客運
  - 519 東港轉運站－南州－潮州轉運站
  - 605 潮州轉運站－林後四林－水門轉運站
  - 605A 潮州轉運站－萬巒豬腳街－水門轉運站

- 國光客運
  - 1773 屏東－內埔－潮州－枋寮－恆春
  - 1780 屏東－內埔－潮州－佳冬－枋寮

### 公路

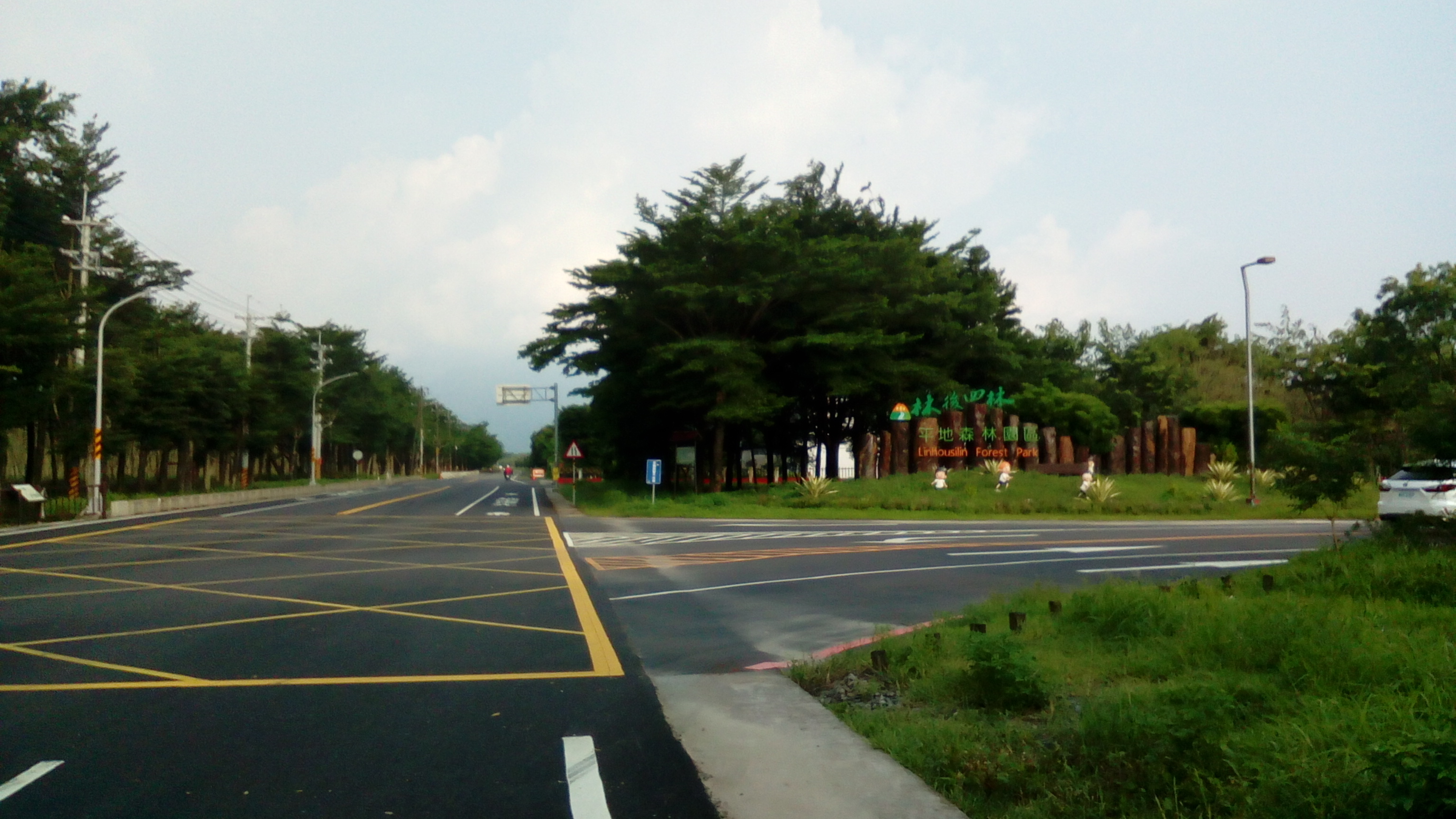
位於縣道185甲線旁的林後四林平地森林園區入口

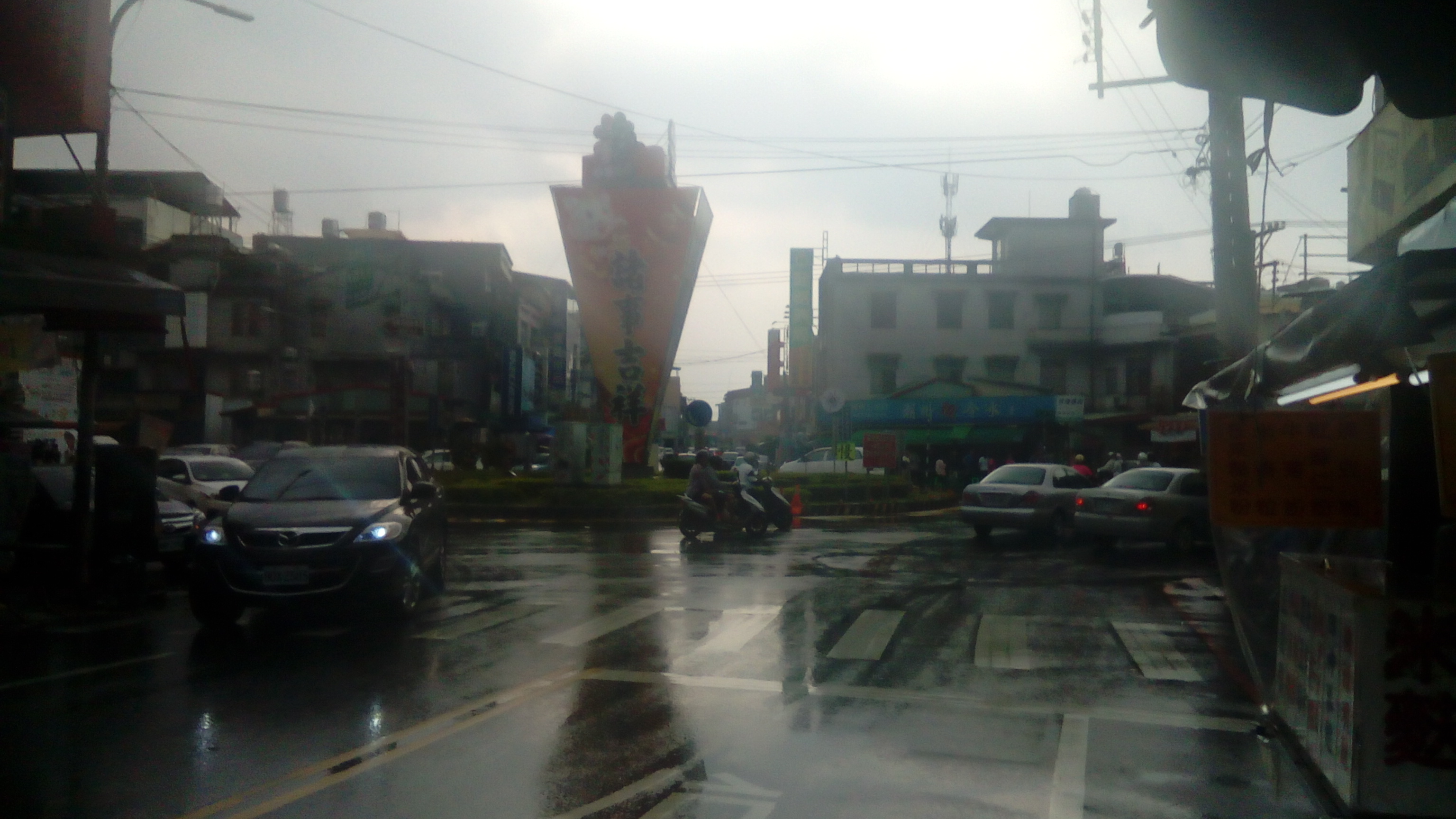
潮州圓環

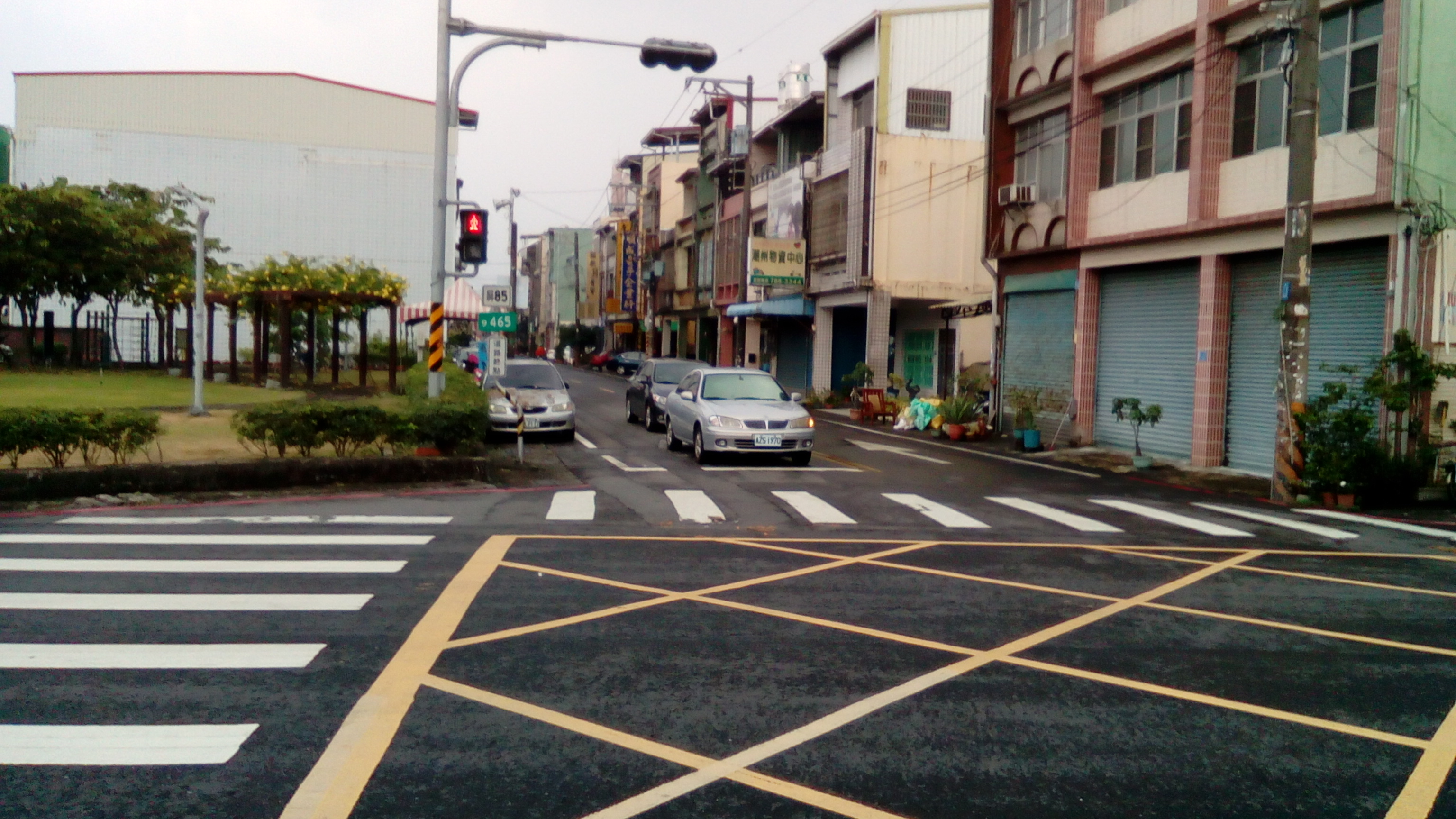
鄉道屏85線終點

國道
- 國道三號
  - 421 崁頂崁頂交流道（位於潮州鎮與崁頂鄉之交界處）

省道
- 台1線
- 台88線
  - 22 竹田端竹田端（22k，實際位於竹田鄉。往西可由竹田系統交流道轉接國道三號，以及五甲系統交流道轉接國道一號)

縣道
- 縣道185甲線
- 縣道187號
  - 縣道187乙線
- 縣道189號

鄉道
- 屏68線
- 屏69線
- 屏70線
- 屏72線
- 屏75線
- 屏76線
- 屏77線
- 屏85線
- 屏103線
- 屏111線
- 屏114線
  - 屏114-1線

### 郵政
中華郵政屏東郵局
- 潮州郵局（屏東50支）－潮州鎮光春路13號
- 潮州新生路郵局（屏東51支）－潮州鎮新生路115號
- 潮州南進路郵局（屏東55支）－潮州鎮長興路1-13、1-15號

### 公共自行車
YouBike2.0系統於2023年2月1日正式營運，截至2025年5月15日於潮州鎮內設置26處站點。

### 台灣高鐵潮州預定站（規劃中）
依照2017年屏東縣政府前瞻基礎建設計畫，未來以打造兩處屏東縣高鐵站在屏東市與潮州鎮為屏東縣高鐵站之計劃，並以潮州高鐵站為終點站與維修站為目標，期待南屏東的軌道交通建設更加完善方便，未來潮州鎮將成為雙鐵共構之現代商業化鄉鎮。
2019年9月台灣交通部已核定在屏東縣內設立高鐵站於屏東市的六塊厝站（台糖農地六塊厝農場開發），並決定預留高鐵或快鐵路線延伸至潮州鎮，讓高鐵或快鐵能延到屏南地區，更進一步延伸到東部。
潮州高鐵預定地以台糖農地為大宗，以潮州泗林里與四春里的幾千頃台糖農地為腹地，延著山脈往枋山前進，與台九線並行前往台東市區。

## 旅遊

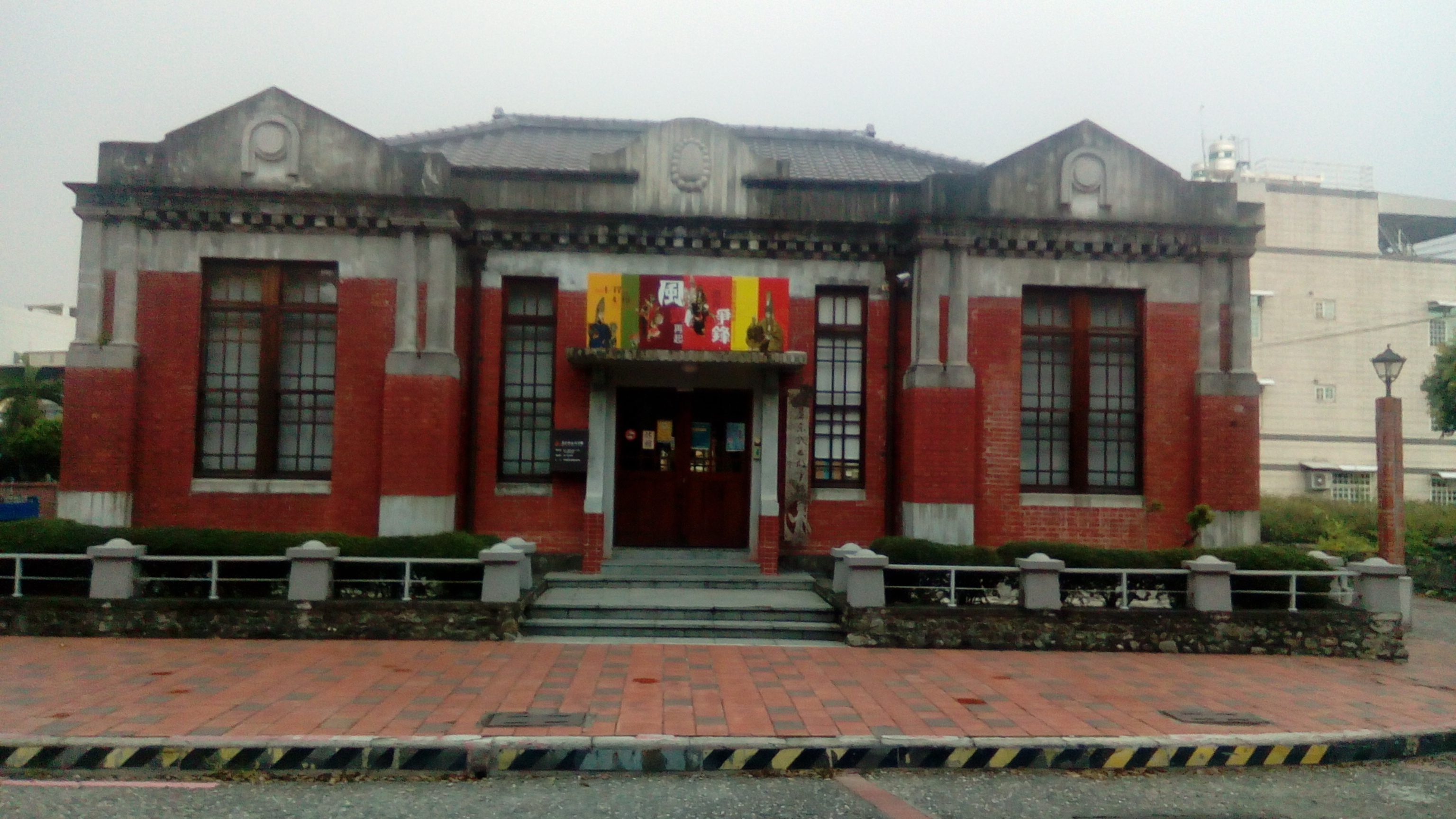
屏東戲曲故事館

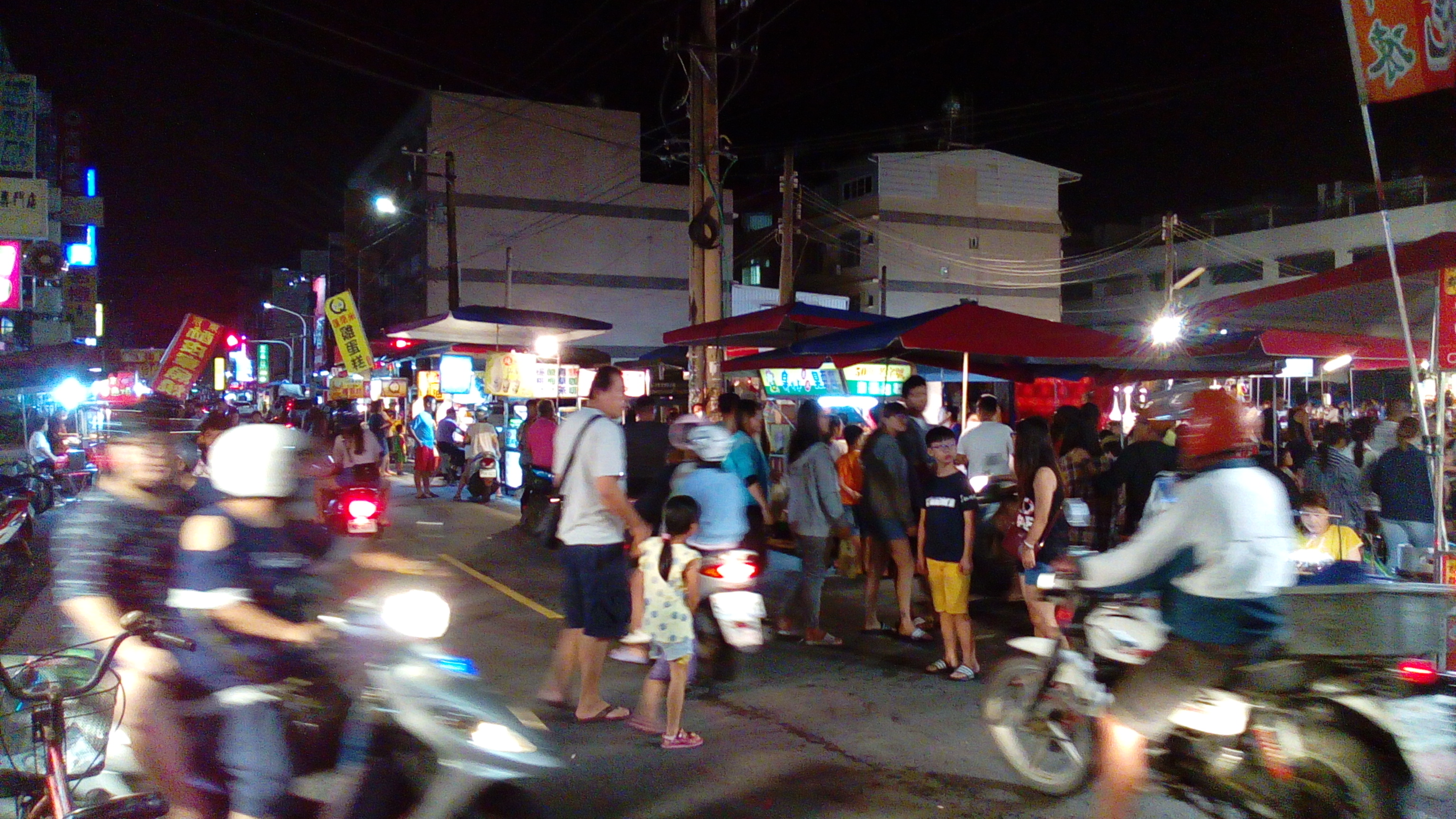
潮州鎮潮州夜市

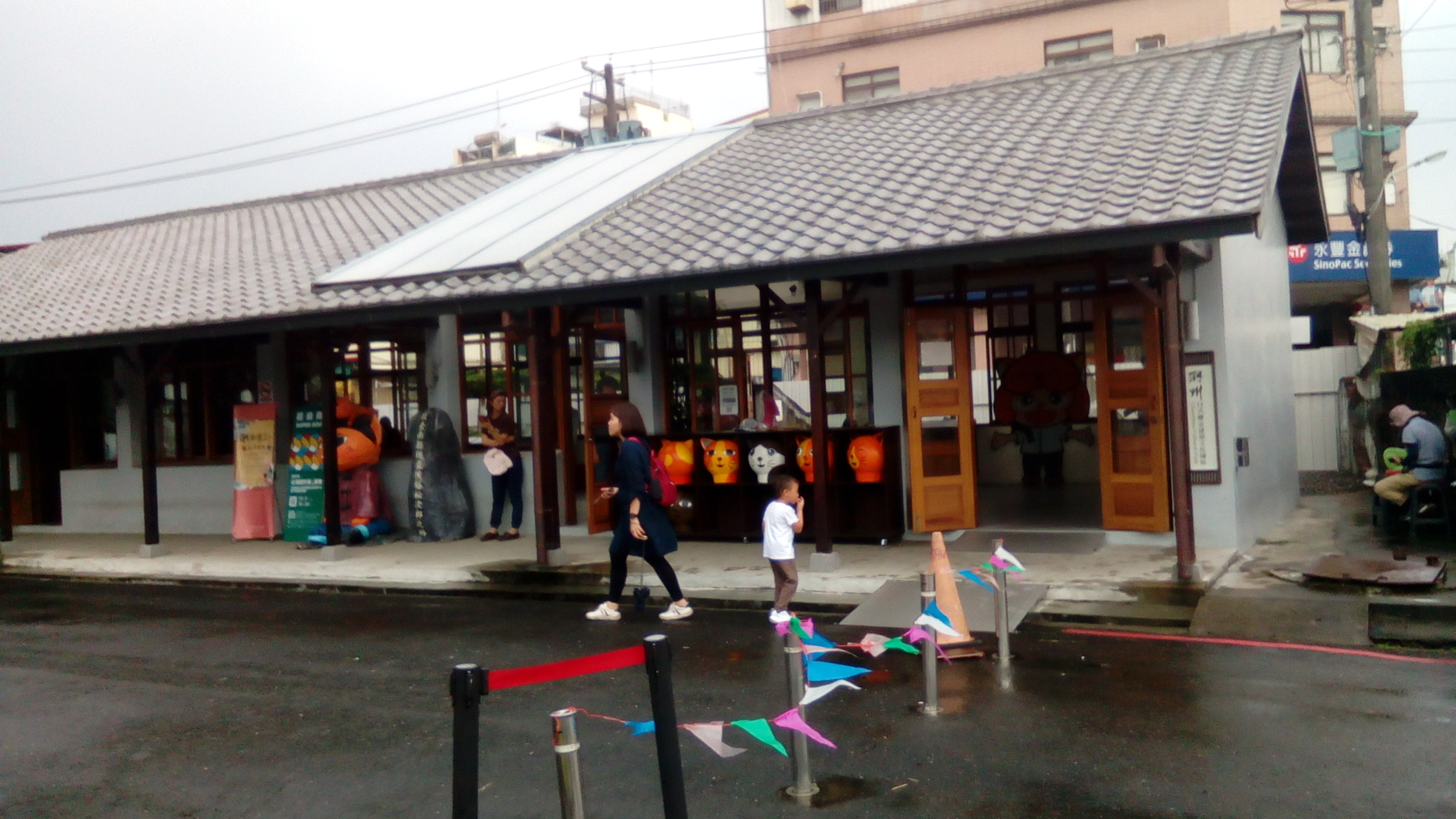
潮州傳統文物館

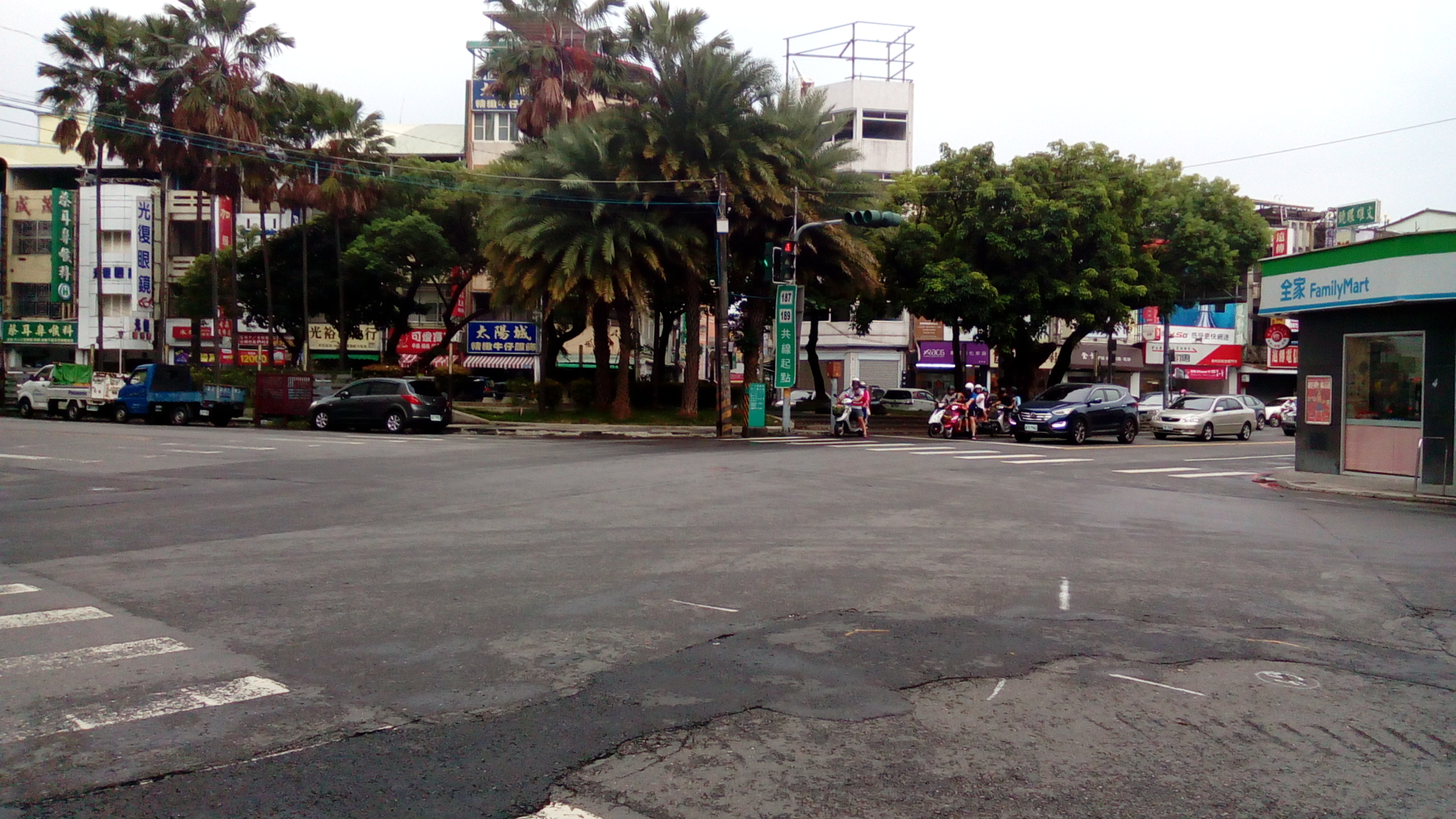
潮州三角公園

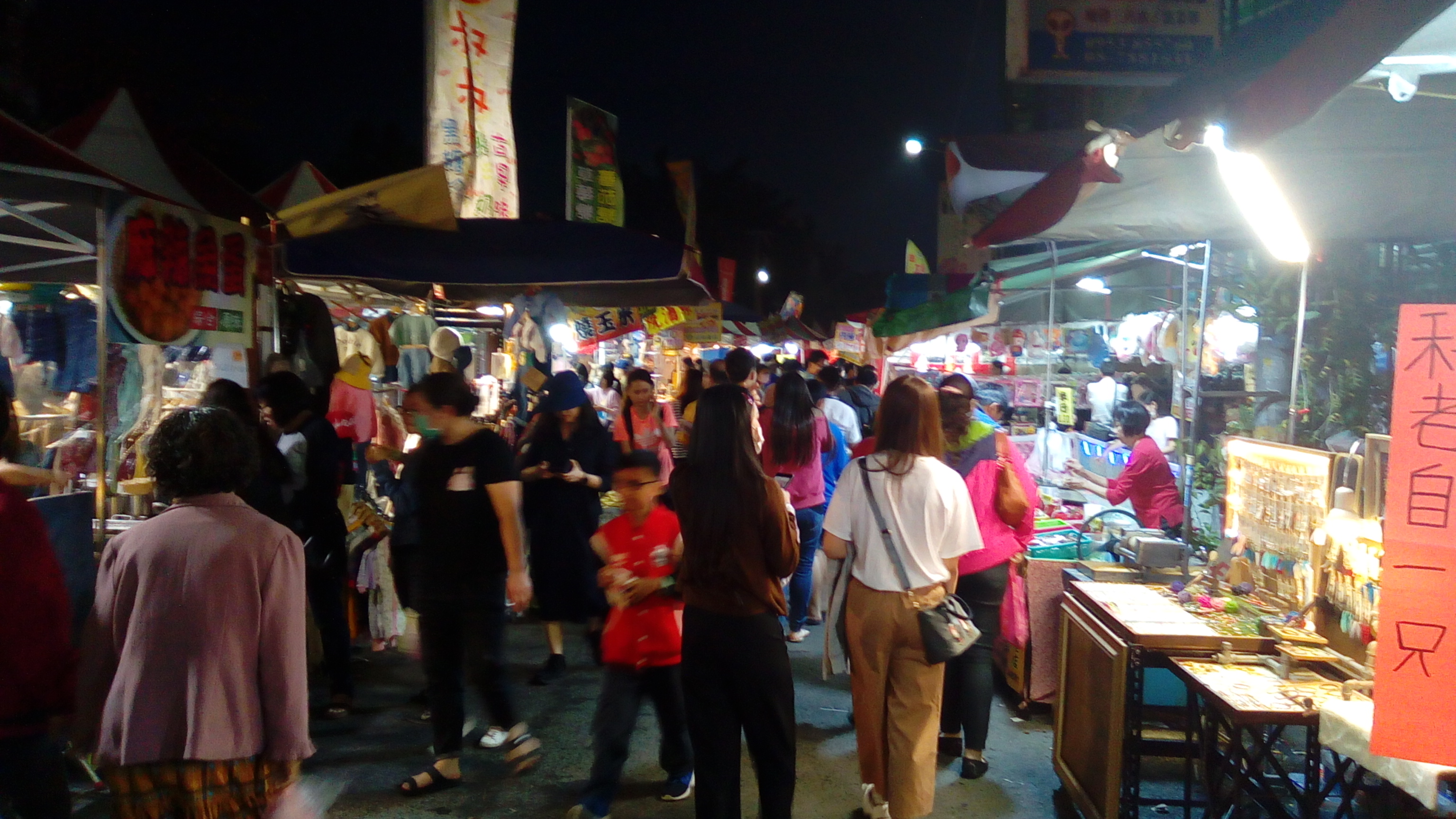
2020潮州年街

隨著台鐵高雄潮州鐵路捷運化計畫的完工，潮州車站改建為高架車站。潮州成為西部幹線北上列車的起站，本鎮將重新定位為南台灣交通經貿重心及屏東旅遊的重要門戶。讓各地觀光客體驗潮州觀光景點與人文路線。
根據交通部觀光局統計每年近700萬人次，經國道3號、台88線或者搭火車與客運前往墾丁旅遊，來回就是1500萬次左右（平日約有一到兩萬人次，假日約三至五萬人次），近年來許多遊客會下交流道經過潮州鎮來觀光。
- 屏東戲曲故事館
- 8大森林魔法樂園（含弄璋樹）
- 綠色隧道（8大森林魔法樂園旁）
- 潮州空降場位於潮州鎮光春路（縣道189號）上，是全台目前唯一的軍事跳傘場，也是全世界空降面積最小的空降場[28]。
- 潮州夜市（星期一晚上與星期五晚上）
- 明華園，為台灣本土規模最大且最著名歌仔戲團之一，今組織已成規模龐大的文化事業體。
- 潮州林後四林平地森林園區：是林務局為推廣平地造林，所設置的全台第3座平地森林園區，面積廣達1000多公頃，以森林遊憩結合綠色造林的概念，搭配符合生態、節能、減碳的綠建築設計，提供居民絕佳生態旅遊之戶外休閒場域[29]
- 潮州年街：農曆過年期間的臨時攤販集市（除夕開始到初三），已有三十年歷史，位於潮州車站附近與潮州國小旁，官方統計每年約有二十萬人次左右[30]

### 宗教場所

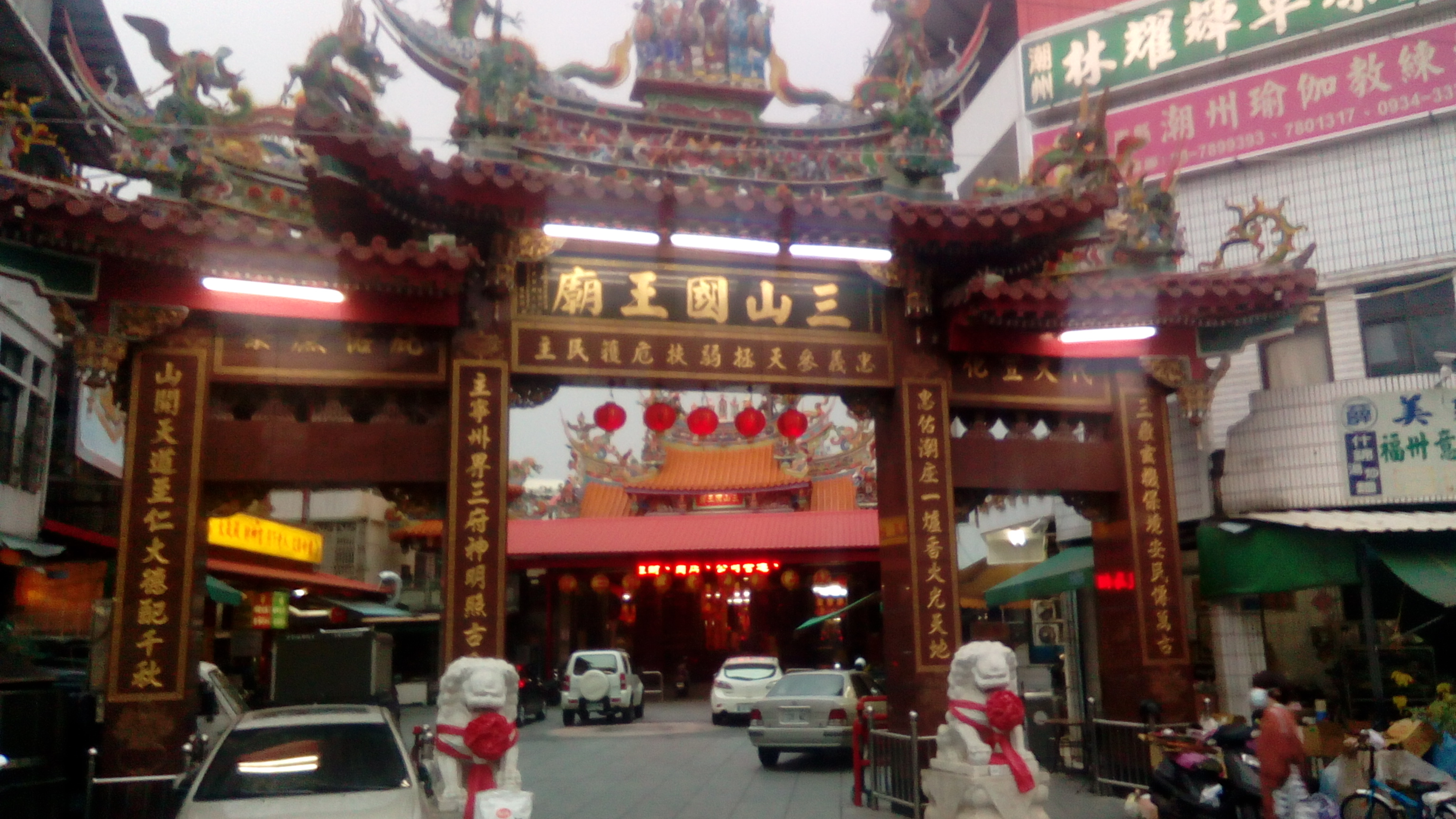
潮州三山國王廟

- 潮州忠主宮：主祀三山國王，創建於1773年。
- 潮州城隍廟：創建於1726年，原奉祀「本境境主」後改奉祀城隍。
- 潮州五隆宮：主祀五府千歲，觀世音菩薩，位於五魁里。
- 潮州天公廟：主祀玉皇上帝，位於三共里。
- 潮州尊王宮：主祀廣澤尊王，位於永春里。
- 潮州慈峰宮：主祀白府千歲，位於同榮里。
- 潮州東皇宮：主祀孔府千歲，位於光華里。
- 潮州東善宮：主祀朱府千歲，位於崙東里。
- 潮州東隆宮：主祀溫府千歲，位於三共里。
- 潮州震雷宮：主祀雷府千歲，位於光春里。
- 潮州神農宮：主祀五穀仙帝，位於三和里。
- 潮州聖德魯班廟：主祀魯班先師，位於彭城里。
- 彭城武聖宮：主祀關聖帝君，位於彭城里。
- 光華玄天宮：主祀玄天上帝，位於光華里。
- 南天聖南宮：主祀關聖帝君，位於三星里。
- 潮州朝林宮：主祀哪吒，位於泗林里。
- 四春三山國王廟：主祀三山國王，位於四春里。
- 八聖宮：主祀觀世音菩薩，位於八爺里。
- 佛光山潮州講堂：設有佛光學苑推動各項社教活動，並舉辦各項講座與活動，還有佛光小菩薩學堂、童軍團、青年團和佛光會的組織。
- 法興禪寺：由弘定法師於民國四十一年創建。
- 菩提園：創建於民國四十二年，作為佛教靜修與宏法道場。
- 白雲寺：由參妙和尚於民國五十七年創建。
- 覺慧寺:除了例行法會外，也有舉辦兒童夏仙營與佛學講座。
- 華嚴禪院：寧靜的修佛場所，三和里大部分居民的信仰中心。
- 潮州真道教會
- 潮州信義教會
- 潮州拿撒勒人教會
- 潮州長老教會（光春、潮南、潮原）
- 潮州新生教會
- 潮州鎮召會
- 真耶穌教會潮州教會
- 天主教潮州聖若翰堂

### 休閒設施

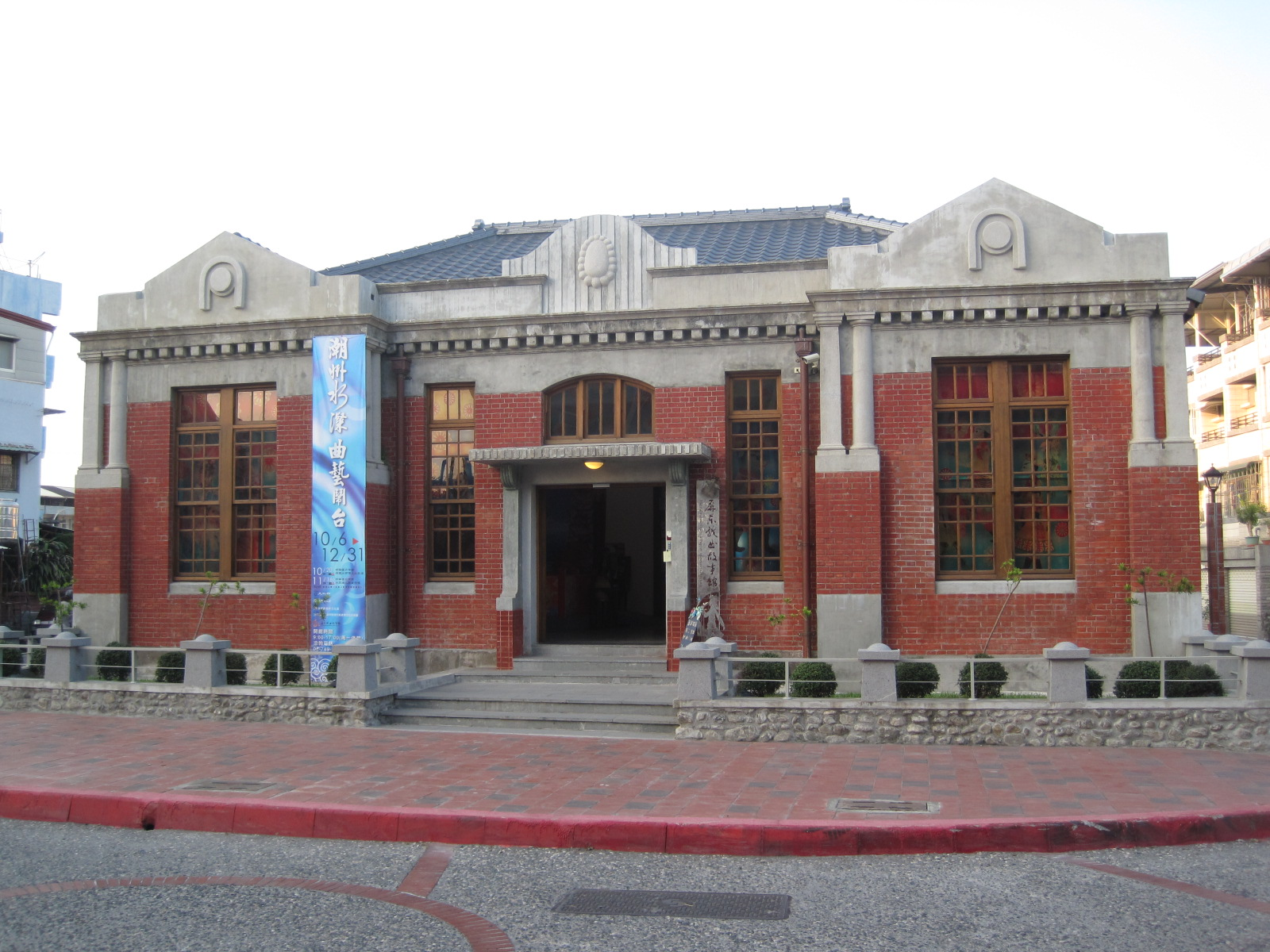
屏東戲曲故事館（前潮州庄役場、街役場及舊潮州郵局）

- 屏東國際溜冰場(原潮州運動公園)
- 潮州中山公園
- 潮州戲曲故事館
- 潮州鎮立游泳池
- 屏東縣潮州鎮圖書館
- 潮州三角公園：是台灣罕見的小面積三角形公園[31]
- 潮州不一樣鱷魚生態農場

### 住宿
潮州鎮內地區隨著各地觀光旅客來訪，目前潮州觀光住宿旅館民宿也逐漸開業。

### 博物館
- 臺鐵潮州車輛基地內占地近13公頃的「鐵道夢工廠博物館」於2022年12月17日開幕，結合了鐵道文物館、生態公園與農特產展示館等設施[32]。

## 特產與伴手禮
- 香蕉
- 燒冷冰
- 泰國蝦

## 外部連結
- 潮州鎮公所 （页面存档备份，存于）